# Agnes Tyrrell

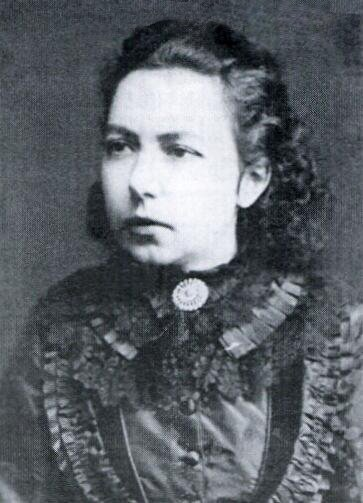
Agnes Tyrrell

Agnes Tyrrell, auch: Tyrell; Agnes Tyrrellová (* 20. September 1846 in Brünn, Kaisertum Österreich (heute: Brno/Tschechien); † 18. April 1883 ebenda) war eine tschechische Komponistin und Pianistin mit englischen Wurzeln.

## Leben
Geboren in Brünn als Tochter des Englischlehrers Henry Foster Tyrrell und dessen tschechischer Frau, Josefina Kotulánová (Josefine Tyrrell), wuchs Agnes Tyrrell dreisprachig auf. Als Pianistin und Wunderkind stand sie schon früh auf der Bühne. Ihr erstes öffentliches Auftreten als Konzertpianistin erfolgte vermutlich 1855 in Brünn auf einem Wohltätigkeitskonzert, bei dem sie Ludwig van Beethovens Sonate für Klavier und Violine in F-Dur spielte. Ab 1862 studierte sie bei Josef Dachs und Adalbert Pacher in Wien und nahm Unterricht in Komposition bei Otto Kitzler, dem damaligen Direktor des Brünner Musikvereins. In diesem Musikverein, der 1860 zunächst als Männergesangverein gegründet worden war und seit 1879 als philharmonischer Verein firmierte, war Agnes Tyrrell Mitglied; vermutlich hat sie für diesen Musikverein auch Werke komponiert. Außerdem studierte sie Gesang und Violine. Aufgrund ihres Gesundheitszustandes konnte sie jedoch keine ausgedehnten Konzertreisen unternehmen und richtete ihren Fokus auf ihre Kompositionstätigkeit. Zu ihren Lebzeiten wurden mehrere große Werke von ihr öffentlich in Brünn aufgeführt wie z. B. Chorlieder und Ouvertüren, u. a. die Ouvertüre zu ihrer unvollendeten Oper Bertran de Born. Mit nur 37 Jahren starb Agnes Tyrrell, was durch zahlreiche Musikzeitschriften angezeigt wurde. Die Wiener Allgemeine Zeitung vermeldete: „Die in musikalischen Kreisen bekannte junge Tonkünstlerin Fräulein Agnes Tyrrell ist am 18. d[es]. M[onats]. in ihrer Vaterstadt Brünn ihrem jahrelangen, qualvollen Leiden, einem Herzübel, erlegen. Sie hinterließ zahlreiche größere Compositionen, darunter eine Oper: ‚Bertram de Born‘.“
Ihr Werk umfasst insgesamt mehr als 300 Kompositionen: 39 für Solo-Klavier, zahlreiche Lieder und Stücke für Chor, und viele weitere Stücke für Kammermusik und Orchester. Zu ihren Lebzeiten sind wenig Werke von ihr in Druck erschienen, so z. B. bei Carl Anton Spina in Wien ihre Polka Mazurka und zwei Nocturnes (1872) sowie bei Friedrich Schreiber „Zwölf große Studien“ (1874), die sie Franz Liszt widmete und die zu Lebzeiten zu ihren bekanntesten Werken gehörten.
Erst kürzlich wurde wieder das Interesse an ihren Kompositionen geweckt, da die Kapralova Society Neuausgaben mancher Werke erfasste, und eine Uraufführung ihres Oratoriums bei dem frauenkomponiert Festival 2018 stattfand. Die Pianistin Kyra Steckeweh gab 2021 im Musikverlag Ries & Erler ausgewählte Klavierwerke Agnes Tyrrells heraus, sowie im Herbst 2023 ebenda mehrere Lieder Agnes Tyrrells. Am 9. März 2025 fand die deutsche Erstaufführung ihrer Ouvertüre in Es-Dur durch das Frauenorchersterprojekt (FOP) unter der Leitung von Mary Ellen Kitchens in Berlin statt.

## Werk (Auswahl)

### Instrumentalmusik

#### Orchestermusik
- Ouvertüre in Es-Dur
- Ouvertüre in c-Moll
- Mazurka
- Symphonie in C-Dur
- Klavierkonzert

#### Kammermusik
- Streichquartett in G-Dur

#### Klaviermusik
- Andante, op. 6
- Theme and Variations in F Major, op. 8
- Allegro di bravura, op. 9
- Piano Sonata, op. 10
- Impromptu, op. 11, Nr. 1
- Impromptu, op. 12, Nr. 2
- Mazurka, op. 15
- Nocturnes, op. 16, Nr. 1 und op. 17, Nr. 2
- Vier Albumblätter op. 18: 2 Idyllen. 2 Scherzi
- Lied ohne Worte, op. 23
- Impromptu, op. 32, Nr. 3
- Zwölf große Studien (12 Etüden), op. 48 [Wien, 1876]; Franz Liszt gewidmet
- Große Sonate, op. 66
- Klavierstück, op. 67
- Zwei Phantasiestücke [München, ca. 1911]

### Vokalmusik

#### Oper
Bertran de Born (Libretto von Franz Keim, nach der gleichnamigen Ballade von Ludwig Uhland)

#### Chormusik
- 5 Gesänge für Gemischten Chor (Sommerfrühe, Sonntags am Rhein, Vorüber, Abschied, Liebestpredigt)
- Schlaflied
- Auf dem See
- Lied vom Rhein
- Mailied
- Sehnsucht, Lied vom Rhein
- Fuge
- Gebet
- Muttertränen
- Winterlied

#### Lied
- Die Berge der Heimat, Künftiger Frühling, op. 1
- Vöglein im Walde, op. 2
- 2 Lieder, op. 19
- 4 Lieder, op. 20
- Ruhe in der Geliebten, op. 21
- 3 Lieder, op. 24
- Mägdelein im Wald, op. 25
- Winter, op. 26
- 3 Lieder, op. 28
- Der erfrorene Knabe, op. 230
- Wanderlied, op. 31
- 2 Gesänge, op. 33
- Abschied, op. 36
- Sehnsucht, op. 37
- Abendfeier, op. 40
- Lied des Wanderburschen im Walde, op. 41
- Das Mädchen im Radboot, op. 50
- 3 Lieder, op. 51
- An den Mond, op. 53
- Beim Wandern, Lenzspruch, op. 55
- 5 Lieder, op. 59 (Digitalisat der Staatsbibliothek zu Berlin)
- Trübe wird’s die Wolken eilen, op. 62
- 5 Schilflieder [1876]  (Digitalisat der Staatsbibliothek zu Berlin)

### Geistliche Werke
- Oratorium: Die Könige in Israel (Libretto von Wilhem Smets), unvollendet

## Notenausgaben
- Agnes Tyrrell: Ausgewählte Werke für Klavier 2-händig, hrsg. von Kyra Steckeweh. Berlin: Ries and Erler, 2021 [enthalten: Allegro di bravura, op. 9; Impromptu I. pour le piano op. 11; Impromptu II. pour le piano op. 12; Vier Albumblätter, op. 18; Lied ohne Worte für das Pianoforte, op.  23; Impromptu Nr. 3 für das Pianoforte, op. 32(a); Sechs Charakterstücke für das Klavier, op. 32(b); Fantasiestücke Nr. 1–3; Rapsodien Nr. 1–2; and Clavierstück, op. 67].
- Agnes Tyrrell: Zwei Gesänge für Sopran I / Sopran II / Alt und Klavier op. 33, hrsg. von Kyra Steckeweh. Berlin: Ries and Erler, 2023 [Mondnacht (J.v. Eichendorff) op. 33 Nr. 1; Im Walde (Moritz Horn) op. 33 Nr. 2].
- Agnes Tyrrell: Schlaflied für Männerchor und Klavier WoO, hrsg. von Kyra Steckeweh. Berlin: Ries and Erler, 2023.
- Agnes Tyrrell: Mailied für Männerchor a capella WoO, hrsg. von Kyra Steckeweh. Berlin: Ries and Erler, 2023.
- Agnes Tyrrell: Auf dem See für Männerchor a capella WoO, hrsg. von Kyra Steckeweh. Berlin: Ries and Erler, 2023.
- Agnes Tyrrell: Fuge für gemischten Chor a capella WoO, hrsg. von Kyra Steckeweh. Berlin: Ries and Erler, 2023.
- Werke/Noten von Agnes Tyrrell auf imslp.org, Noten gesetzt von der Musikwissenschaftlerin Dr. Jocelyn Swigger